# Crimson Moonlight
Crimson Moonlight är ett svenskt black metalband som bildades 1997. Bandets texter har flera skärningspunkter, från liturgisk ortodoxa teman till existentiella filosofiska frågeställningar. Tydliga kopplingar till teologiska tänkare som Gregorios av Nyssa och filosofer som Sören Kierkegaard.  Vissa kallar Crimson Moonlights stil för white metal på grund av att black metal ofta har en "sataniststämpel", men Crimson Moonlight har aldrig förnekat att de spelar black metal och de menar att det är inte musikstilen som avgör huruvida musiken är "ond" eller "god".

## Medlemmar
Nuvarande medlemmar
- Gurra (Gustav Elowson) – trummor (1997– )
- Pilgrim Bestiarius (Simon Rosén) – sång (1997– )
- Per Ossi (fd. Sundberg) – gitarr (2002– ), basgitarr, synthesizer (2011– )
- Johan Ylenstrand – basgitarr (2006–2009, 2011– )

Tidigare medlemmar
- Per Sundström – gitarr
- Simon Lindh – basgitarr (1997–1999)
- Steele (Jonathan Jansson) – gitarr (1997–2000, 2011–?)
- Petter (Petter Stenmarker) – gitarr, keyboard (1997–?)
- Alexander Orest – keyboard (1997–2001)
- David Seiving – basgitarr (1999–2002)
- Samuel Lundström – gitarr (2001–2002)
- Hubertus Liljegren – gitarr, sång, basgitarr (2002–2006)
- Petter Edin – keyboard (2002–2003)
- Erik Tordsson – basgitarr, gitarr (2004–2006)
- Jani Stefanović – gitarr (2004–2006)
- Joakim Malmborg – gitarr (2006–2009)

Turnerande medlemmar
- Marcus Skägget (Marcus Bertilsson) – gitarr

## Diskografi
Demo
- 1997 – The Glorification of the Master of Light

Studioalbum
- 2003 – The Covenant Progress
- 2004 – Veil of Remembrance
- 2016 – Divine Darkness

Livealbum
- 1998 – Glorification of the Master of Light (live)

EP
- 1998 – Eternal Emperor
- 2006 – In Depths of Dreams Unconscious

Singlar
- 2014 – "The Suffering"
- 2023 – Abaddon

Samlingsalbum
- 2004 – Songs from the Archives

## Låtar
Eternal Emperor
- 01. Preludium
- 02. Where Darkness Cannot Reach
- 03. Symphony Of Moonlight
- 04. Eternal Emperor
- 05. The Final Battle

The Covenant Progress
- 01. Mist Of The Spiritual Dimension
- 02. The Pilgrimage
- 03. Path Of Pain
- 04. Thy Wilderness
- 05. Eternal Emperor
- 06. A painting In Dark
- 07. Eyes Of Beauty
- 08. A Thorn In My Heart
- 09. The Covenant

Songs from the Archives
- 01. Preludium
- 02. Where Darkness Cannot Rreach
- 03. Symphony Of Moonlight
- 04. Eternal Emperor
- 05. The Final Battle
- 06. Glorification Of The Master Of Light
- 07. From Death To Life
- 08. Alone In Silence
- 09. Skymningsljus
- 10. Ljuset
- 11. Eternal Emperor
- 12. Postludium
- 13. Fullmånen Skola Vändas Uti Blod
- 14. Blood Covered My Needs
- 15. Touch Of Emptiness
- 16. Your Face
- 17. ...And Thus Rejoice
- 18. A Thorn In My Heart
- 19. The Pilgrimage
- 20. A Painting In Dark

Veil of Remembrance
- 01. Intimations Of Everlasting Constancy
- 02. Painful Mind Contradiction
- 03. Embraced By The Beauty Of Cold
- 04. The Echoes Of Thought
- 05. My Grief, My Remembrance
- 06. The Cold Grip Of Terror
- 07. Illusions Was True Beauty
- 08. Contemplations Along The Way
- 09. Reflections Upon The Distress And Agony Of Faith

In Depths of Dreams Unconsious
- 01. In Depths of Dreams Unconsious
- 02. The Advent of the Grim Hour
- 03. Shiver of Fear
- 04. Alone in the Silence